# Dioon holmgrenii
Dioon holmgrenii  (лат.) — вид саговников семейства Замиевые (Zamiaceae). Эндемик Мексики.
Растения древовидные. Ствол 6 м высотой, 40 см диаметром. Листья тёмно-зелёные, полуглянцевые, длиной 130-150 см, с 230-260 фрагментами. Листовые фрагменты линейные, а не серповидные; средние фрагменты 10-12 см длиной, шириной 7-9 мм. Пыльцевые шишки веретеновидные, светло-коричневые, 30-40 см длиной, 6-8 см диаметром. Семенные шишки яйцевидные, светло-коричневые, 30-50 см длиной, 20-30 см диаметром. Семена почти шаровидные, 25-30 мм длиной, 25-30 мм в ширину, саркотеста кремовая или белая.
Ареал этого вида ограничивается штатом Оахака, Мексика. Растение произрастает в основном в сыром лесу где преобладают виды Pinus и Quercus. Растения часто растут в оврагах в богатой перегноем почве.
Эти растения страдают от разрушения среды обитания в результате ведения сельского хозяйства (зерно, пастбища), а также в результате чрезмерного сбора. Растения защищены местными общинами.